# Hexarthra polychaeta
Hexarthra polychaeta är en hjuldjursart som beskrevs av Bennetch 1981. Hexarthra polychaeta ingår i släktet Hexarthra och familjen Hexarthridae. Inga underarter finns listade i Catalogue of Life.